# Joseph Palmer Abbott

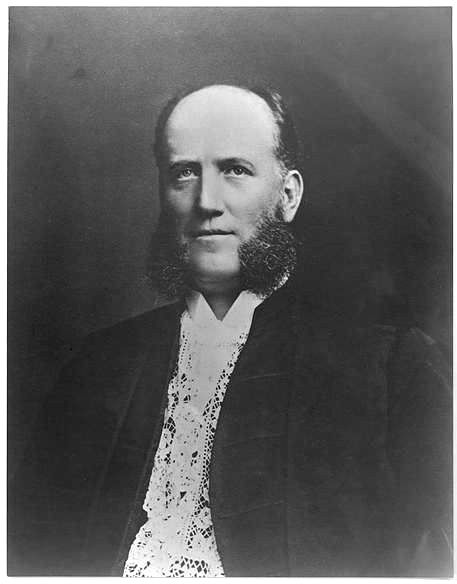
Sir Joseph Palmer Abbott

Sir Joseph Palmer Abbott, KCMG, Kt (* 29. September 1842 in Muswellbrook, New South Wales; † 15. September 1901 in Turramurra, New South Wales), war ein australischer Politiker, der zwischen 1880 und 1901 Mitglied im Parlament von New South Wales sowie von 1890 bis 1900 Sprecher der dortigen Legislativversammlung war.

## Leben

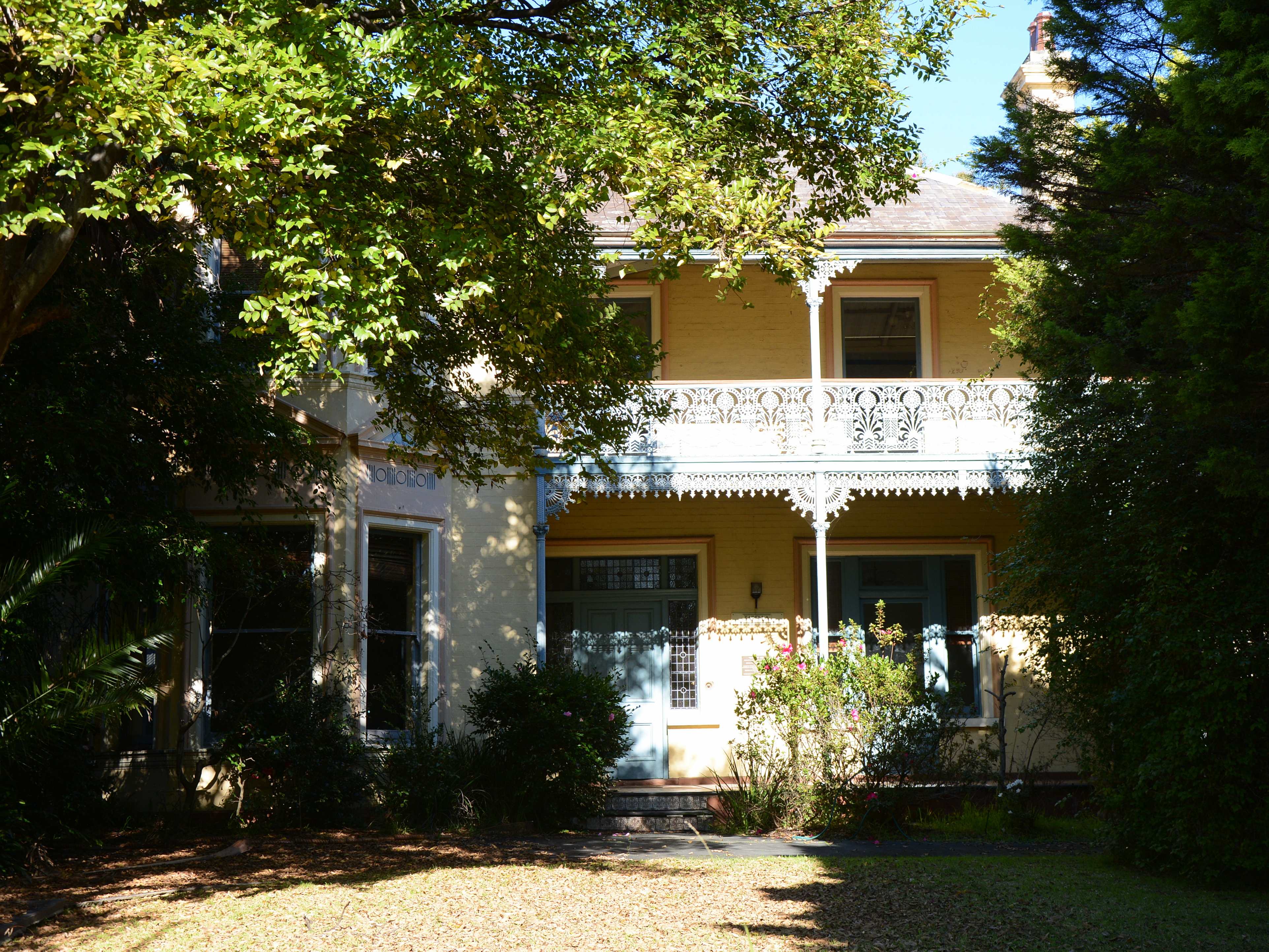
„Tarella“ in der Amherst Street in Cammeray, Sydney, war seit 1886 der Wohnsitz von Joseph Palmer Abbott.

Joseph Palmer Abbott, älterer Sohn des Landbesetzers (Squatter) John Kingsmill Abbott und dessen Ehefrau Frances Amanda Brady, besuchte die von der Church of England betriebene Schule in Muswellbrook, die J. R. Huston’s Surry Hills Academysowie die 1831 gegründete King’s School in Parramatta. 1858 begann er eine Ausbildung bei seinem Onkel Robert Palmer Abbott und setzte diese bei Alexander Dick fort, die beide ebenfalls Mitglieder des Parlaments waren. 1863 wurde er Kanzleichef der auf Common Law spezialisierten Anwaltskanzlei des späteren Parlamentsabgeordneten Montagu Consett Stephen und erhielt 1865 selbst seine Zulassung als Solicitor, woraufhin er mit G. Pilcher zunächst eine Anwaltskanzlei in West Maitland begründete. Bald darauf eröffnete er eine Anwaltskanzlei in Murrurundi, die sich auf landrechtliche Fälle spezialisierte. 1872 wurde er Kommissar (Commissioner) für den Gerichtsbezirk Maitland beim Supreme Court of New South Wales, dem Obersten Gerichtshof von New South Wales, und eröffnete 1880 in Sydney die Anwaltskanzlei Allen & Allen. Neben seinen juristischen Tätigkeiten betrieb er als Großgrundbesitzer auch eine ausgedehnte pastorale Tierhaltung auf Naturweiden.
Am 29. November 1880 wurde Abbott erstmals Mitglied im Parlament von New South Wales und vertrat in der Legislativversammlung (New South Wales Legislative Assembly) bis zum 26. Januar 1887 erst den Wahlkreis Gunnedah sowie im Anschluss zwischen dem 26. Februar 1887 und dem 11. Juni 1901 den Wahlkreis Wentworth. Im Kabinett von Premier Alexander Stuart bekleidete er vom 5. Januar 1883 bis zum 6. Oktober 1885 das Amt als Bergbauminister (Secretary for Mines) und war im Anschluss zwischen dem 7. Oktober und dem 21. Dezember 1885 Minister für Ländereien im ersten Kabinett von Premier George Dibbs. Obwohl er mit Dibbs in Opposition saß, nahm er später eine unabhängige Position ein und distanzierte sich von der Politik der Fraktion der Protectionist Party, deren wesentliches Anliegen die Durchsetzung einer Schutzzollpolitik zur Entwicklung und Förderung der einheimischen Industrie bildete. Als inoffizieller Vorsitzender der Unabhängigen im Unterhaus wurde Abbott von vielen als dritter politischer Führer angesehen. Obwohl er 1889 die Wahl zum Sprecher knapp verlor, übernahm er den Vorsitz im Ausschuss für öffentliche Arbeiten (Public Works Committee) und konzentrierte sich hauptsächlich auf die Verwaltungsreform.
Als Nachfolger von James Henry Young übernahm Joseph Palmer Abbott am 22. Oktober 1890 den Posten als Speaker of the Legislative Assembly und war damit bis zu seiner Ablösung durch William McCourt am 12. Juni 1900 Sprecher der Legislativversammlung des Parlaments von New South Wales. Als Parlamentspräsident entwickelte er rasch einen Ruf als Autorität für parlamentarische Verfahren und übernahm auch eine feste und würdige Kontrolle über eine bis dahin widerspenstige Versammlung und entschied, dass die Mitglieder sich von ihren Sitzen erheben, ihre Hüte abnehmen und klar und verständlich sprechen mussten, wann immer sie den Sprecher ansprechen wollten. Als führender Verfechter des Australischen Bundes wurde er als Delegierter von New South Wales zu den Bundeskongressen (Federal Convention) von 1891, 1897 und 1898 gewählt, wo er als Vorsitzender von Ausschüssen fungierte. Am 15. Juni 1892 wurde er zum Knight Bachelor (Kt) erhoben, so dass er seitdem das Prädikat „Sir“ führte, und am 25. Mai 1895 zudem zum Knight Commander des Order of St Michael and St George geschlagen.
Abbott, der sich seit 1864 als Freimaurer engagierte und zwischen 1895 und 1899 Großmeister der United Grand Lodge of New South Wales war, war zwei Mal verheiratet. Aus seiner 1873 geschlossenen Ehe mit der 1880 verstorbenen Matilda Elizabeth Macartney gingen eine Tochter und zwei Söhne hervor, der Schriftsteller J. H. M. Abbott (1874–1953) und der Politiker Macartney „Mac“ Abbott (1877–1960), der zwischen 1913 und 1918 ebenfalls Mitglied der Legislativversammlung von New South Wales sowie von 1935 bis 1941 Mitglied des Australischen Senats war. Aus seiner 1883 geschlossenen zweiten Ehe mit Edith Solomon gingen drei Töchter und der Sohn Joseph „Joe“ Palmer Abbott (1891–1965) hervor, der von 1940 bis 1949 Mitglied des Australischen Repräsentantenhauses sowie 1941 in der Regierung Menzies III und der Regierung Fadden Minister für Heimatschutz (Minister for Home Security) war.

## Hintergrundliteratur
- The Presiding Officers of the Parliament of New South Wales, Sydney, 1995